# Nesogordonia suzannae
Nesogordonia suzannae är en malvaväxtart som beskrevs av J.-n. Labat, J. Munzinger och O. Pascal. Nesogordonia suzannae ingår i släktet Nesogordonia och familjen malvaväxter. Inga underarter finns listade i Catalogue of Life.